# Râul Kamceatka
Kamceatka este cel mai mare râu din peninsula Kamceatka, având lungimea de 758 km. Se varsă în golful Kamceatka, Marea Bering, Oceanul Pacific. Are o sumedenie de aflenți atât de stânga, cât și de dreapta. Cei mai mari dintre ei sunt Kensol, Andrianovka, Jupanka, Kozîrevka; Kitil'ghina, Urț (de dreapta). Alimentarea este mixtă.
Râul izvorăște din partea centrală a peninsulei, și până la confluența cu râul Pravaia poartă numele de Oziornaia Kamceatka (Kamceatka Lacurilor). De la confluență și până la gura de vărsare, râul este însoțit pe mal de autostrada Petropavlovsk-Kamceatskii — Usti-Kamceatsk. La gura de vărsare este amplasat un sat și portul Usti-Kamceatsk.
În munți, râul Kamceatka este foarte rapid, trecând peste numeroase praguri. În partea de mijloc, el traversează Câmpia Kamceatkăi Centrale își micșorează treptat viteza. În acest sector albia este foarte întortocheată, în unele locuri despicându-se în brațe. În partea joasă a râului, acesta ocolește masivul Kliucevskaia Sopka cotind spre est. În gura de vărsare, râul formează o deltă, alcătuită din numeroase brațe, configurația căreia se schimbă pe zi ce trece. La revărsarea în Pacific, râul este unit prin canalul Oziornaia cu cel mai mare lac de pe peninsulă — Nerpici.
Râul este bogat în pește. Reprezintă loc de depunere a icrelor pentru somoni, de aceea este vizitat de pescari amatori. Râul este navigabil până în regiunea satului Milkovo, îngheață în noiembrie și se dezgheață în aprilie–mai. Este deseori traversată de ambarcațiuni turistice.